# Hierodula unimaculata
Hierodula unimaculata är en bönsyrseart som beskrevs av Olivier 1792. Hierodula unimaculata ingår i släktet Hierodula och familjen Mantidae. Inga underarter finns listade i Catalogue of Life.